# Henry Grey Bennet
Pour les articles homonymes, voir Henry Bennet et Bennet.
Henry Gray Bennet (2 décembre 1777-29 mai 1836) est un homme politique britannique. 

## Biographie
Il est le deuxième des trois fils et le quatrième de huit enfants de Charles Bennet, 4e comte de Tankerville, et de son épouse, Emma (1752–1836), fille du banquier James Colebrooke, 1er baronnet. 
Il fait ses études au Collège d'Eton (1788-1892), sert dans le Grenadier Guards et entre au Lincoln's Inn en 1798 et à Peterhouse, Cambridge, en 1799. Il est admis au barreau en 1803, exerçant sur le circuit de l'Ouest. 
La première élection de Bennet comme membre du parlement pour Shrewsbury en 1806 est invalidée. Son plaidoyer en faveur de l'Émancipation des catholiques conduit à la défaite en 1807 mais il retrouve son siège en 1811. Aux Communes, son premier discours s'adresse au prince régent. 
De 1813 à 1815, il est le deuxième président de la Geological Society of London.
Après le massacre de Peterloo en 1819, il appelle à une enquête sur le sort des districts industriels. Sa défense de la reine Caroline en 1820-1821 conduit à sa représentation dans une gravure de Francis Holl. 
La fin soudaine de la carrière de Bennet en 1824 (apparemment due à la mort de son fils unique six mois après celle d'une fille) est suivie d'un voyage continental en 1825. Sa réputation est ruinée par la menace de poursuites d'un jeune domestique à Spa en août 1825. Bennet se présente comme la victime d'un complot pour lui extorquer de l'argent, mais les faits de l'affaire jouent contre lui. Lors de la dissolution du Parlement en 1826, son nom est lié à celui de l'homosexuel Richard Heber,. 
Il reste en exil et renonce à son siège au Parlement l'année suivante. Lui et sa femme vivent près du lac de Côme en Italie jusqu'à sa mort en 1836. Il est l'auteur de plusieurs brochures et membre de la Royal Society. 

## Famille
En 1816, il épouse Gertrude Frances, fille de William Russell. Ils ont un fils et trois filles. Gertrude est décédée en 1841. 